# Mimulosia griveaudi
Mimulosia griveaudi là một loài bướm đêm thuộc phân họ Arctiinae, họ Erebidae.